# Theatron de Magnesia
El Theatron de Magnesia fue un antiguo teatro romano situado en la ciudad de Magnesia, en Asia Menor,Turquía. No debe confundirse con el teatro de Magnesia, situado un poco más al norte.
Se supone que el teatro se construyó a principios del período romano, en el siglo I d. C., pero parece que quedó inacabado. Esto pudo deberse, por ejemplo, a la pobreza del suelo o a desprendimientos de tierra. Se desconoce la finalidad exacta del edificio, por lo que en el estudio sólo se le conoce con el nombre genérico de theatron, ‘el lugar para mirar.
Estaba situado en la parte sur del recinto amurallado de la ciudad, con una anchura de unos 70 metros y una orchestra de unos 30 m de diámetro. El aforo se estimaba en unas 4700 personas.
El edificio fue excavado en 1984.